# Boitumelo Masilo
Boitumelo Masilo (* 5. August 1995 in Selebi-Phikwe) ist ein botswanischer Leichtathlet, der sich auf den 800-Meter-Lauf spezialisiert hat.

## Sportliche Laufbahn
Boitumelo Masilo nahm erstmals 2014 an den nationalen Meisterschaften seines Heimatlandes teil. Damals gewann er über 800 Meter die Bronzemedaille. Über diese Distanz, und zusätzlich auch über 1500 Meter, ging er im Mai desselben Jahres bei den offenen Südafrikanischen Juniorenmeisterschaften an den Start, bei denen er über 800 Meter mit Bestzeit von 1:50,65 min gewinnen konnte. 2015 trat er September über diese Distanz bei den Afrikaspielen in Brazzaville an. Dort gelang ihm der Einzig in das Finale, in dem er den achten Platz belegte. 2016 verbesserte sich Masilo bei den Botswanischen Meisterschaften, bei denen er erstmals Gold gewann, auf 1:46,65 min. Damit erfüllte er die Voraussetzungen, um an den Olympischen Sommerspielen in Rio de Janeiro teilzunehmen. Zuvor startete er bei den Afrikameisterschaften in Durban, bei denen er den vierten Platz belegte. Kurz vor den Olympischen Spielen lief er in Belgien mit 1:45,87 min nochmals Bestzeit. Im Vorlauf in Rio blieb er dann mit 1:48,48 min deutlich hinter dieser Zeit zurück und schied als Sechster seines Laufes aus.
2018 nahm Masilo in Asaba zum zweiten Mal an den Afrikameisterschaften teil. Dort startete er im letzten der insgesamt drei Vorläufe, in dem er als Neunter ausschied. Ein Jahr später trat er über 800 Meter auch bei den Afrikaspielen in Rabat an. Dort schied er als Sechster seines Vorlaufs aus. 2021 gewann Masilo im Mai, zusammen mit seinen Teamkollegen, die Bronzemedaille im 4 × 400-m-Staffelwettbewerb bei den World Athletics Relays in Chorzów. 2022 trat er bei den Commonwealth Games in Birmingham im 800-Meter-Lauf an.

## Wichtige Wettbewerbe
| Jahr                 | Veranstaltung           | Ort                  | Platz                | Disziplin            | Zeit                 |
| Startet für Botswana | Startet für Botswana    | Startet für Botswana | Startet für Botswana | Startet für Botswana | Startet für Botswana |
| -------------------- | ----------------------- | -------------------- | -------------------- | -------------------- | -------------------- |
| 2015                 | Afrikaspiele            | Brazzaville          | 8.                   | 800 m                | 1:52,35 min          |
| 2016                 | Afrikameisterschaften   | Durban               | 4.                   | 800 m                | 1:46,16 min          |
| 2016                 | Olympische Sommerspiele | Rio de Janeiro       | 35.                  | 800 m                | 1:48,48 min          |
| 2018                 | Afrikameisterschaften   | Asaba                | 21.                  | 800 m                | 1:49,97 min          |
| 2019                 | Afrikaspiele            | Rabat                | 18.                  | 800 m                | 1:50,89 min          |
| 2021                 | World Athletics Relays  | Chorzów              | 3.                   | 4 × 400 m            | 3:03,45 min          |

## Persönliche Bestleistungen
- 400 m: 45,64 s, 14. März 2020, Gaborone
- 800 m: 1:45,87 min, 9. Juli 2016, Kortrijk